# Статуя до сторіччя футбольного клубу Валенсія
Статуя до сторіччя футбольного клубу Валенсія (ісп. Estatua del Centenario del Valencia CF) — бронзова людська фігура в натуральну величину, що покликана увічнити пам'ять про одного з фанатів клубу — Вісенте Наварро Апарісіо. Пам'ятник встановлено замість крісла на місці №164 15-го ряду Центральної трибуни стадіону Месталья в іспанському місті Валенсія з нагоди святкування сторіччя від дати заснування однойменного клубу.
Вісенте Наварро Апарісіо народився 22 березня 1928 року у валенсійському районі Ель-Кабаньял і вже 1948 року став «сосіо» (тобто, членом клубу, який щорічно сплачує грошові внески) «Лос Чес». Відтоді і аж до смерті (2016 рік) попри повну сліпоту (з 1982 року) через відшарування сітківки він продовжував відвідувати матчі улюбленої команди разом із сином, котрий переповідав йому події на полі.